# Ultan di Ardbraccan
Ultan di Ardbraccan (fl. VI secolo) è stato un vescovo irlandese di Ardbraccan, vissuto nel VI secolo.

## Biografia
Ultan fondò una scuola, nella quale istruiva e dava da mangiare agli studenti poveri. Fu noto per essere stato un collezionista degli scritti di Santa Brigida, trascritti in un manoscritto miniato. Era anche conosciuto per i suoi inni.
Fu lo zio materno di Santa Brigida, e raccolse una biografia della nipote per il suo allievo, San Brogan Cloen di Rostuirc, su Ossory. La confusione sulla sua cronologia (suggerisce una straordinaria longevità, cioè 180 anni, perché la sua morte è indicata nel 657) si spiega con il fatto che il 657 è la data di morte di un diverso Ultan, il fratello e compagno di Furseo.
Succedette a San Breccan quale abate-vescovo di Ardbraccan intorno all'anno 570.
Sebbene non siano pervenuti scritti contemporanei della sua vita, si crede sia stato  vescovo di Meath e seguace Desi di Meath. Molto di lui è presente nel Martirologio di Aengus. La sua festa viene celebrata dalla Chiesa cattolica il 4 settembre.